# جرج جنکینز
جرج جنکینز (انگلیسی: George W. Jenkins; ۲۹ سپتامبر ۱۹۰۷ – ۸ آوریل ۱۹۹۶) کارآفرین اهل ایالات متحده آمریکا بود، که در سال ۱۹۳۰ شرکت پابلیکس را تأسیس کرد.